# ZooBank
ZooBank è il registro ufficiale della Commissione internazionale per la nomenclatura zoologica (ICZN) relativo alla nomenclatura in Zoologia.
Si tratta di un sito web ad accesso aperto che permette di registrare i i nuovi atti nomenclaturali (descrizioni di nuovi taxa, nomi sostitutivi, sinonimie, lectotipizzazioni, emendamenti e altri atti regolati dal Codice internazionale di nomenclatura zoologica o Codice ICZN), le pubblicazioni che li contengono e gli autori delle stesse.
I contributi pubblicati su riviste esclusivamente elettroniche devono essere registrati su ZooBank per essere "ufficialmente" riconosciuti dal Codice ICZN.
I Life Science Identifiers (LSID) vengono utilizzati come identificatore univoco globale per le voci registrate su ZooBank.

## Storia
ZooBank è stato ufficialmente proposto nel 2005 dal segretario esecutivo dell'ICZN e reso attivo il 10 agosto 2006.
I primi LSID di ZooBank sono stati emessi il 1 gennaio 2008, esattamente 250 anni dopo l'inizio ufficiale della nomenclatura zoologica scientifica, fissato per convenzione dal Codice ICZN al 1 gennaio 1758. Chromis abyssus è stata la prima specie registrata su ZooBank.

## Contenuti
Attualmente ZooBank consente la registrazione di tre diverse tipologie di dati:
- Atti nomenclaturali: così come regolati dal Codice di nomenclatura ICZN.
- Pubblicazioni: contributi contenti Atti nomenclaturali
- Autori: chiunque sia autore di una o più Pubblicazioni o che contribuisca ai contenuti di ZooBank.

Una quarta, relativa agli esemplari tipo, è ancora in fase di implementazione.